# Massalengo
Massalengo ist eine italienische Gemeinde mit 4461 Einwohnern (Stand 31. Dezember 2023) in der Provinz Lodi in der Region Lombardei.

## Ortsteile
Im Gemeindegebiet liegen neben dem Hauptort die Fraktion Motta Vigana, sowie die Wohnplätze Badia, Lanfroia, Priora und Tripoli.